# Accident aérien de Hurum
L'accident aérien de Hurum est l'accident d'un avion de la compagnie Aero Holland survenu le 20 novembre 1949 à Hurum, au sud-ouest d'Oslo (capitale de la Norvège), alors qu'il approche l'aéroport d'Oslo-Fornebu.

## Contexte

Portrait du jeune Yitzhak Allal, seul survivant de l'accident.

L'avion, un Douglas DC-3 immatriculé PH-TFA, arrive de l'aéroport de Bruxelles. Parmi les 30 passagers, 28 sont des enfants juifs de Tunisie en route pour un camp de convalescence mis en place par le gouvernement norvégien à Holmestrand pour accueillir des jeunes juifs affectés par la Seconde Guerre mondiale ; des jeunes d'Afrique du Nord y sont également accueillis dans le cadre d'un travail avec l'Aliyat Hano'ar. Ce lieu constitue une étape avant leur alya en Israël. Ces derniers sont connus après l'accident par la communauté juive tunisienne sous le nom d'« enfants d'Oslo ».

## Déroulement
L'avion, parti de l'aéroport de Tunis le 20 novembre au matin, s'écrase dans la forêt à 16 h 56. L'équipage, qui tentait d'atterrir à travers un épais brouillard, ne disposait pas d'une carte indiquant correctement le relief de la région. Le crash tue 34 des 35 personnes à bord : 27 enfants, les quatre membres d'équipage néerlandais et trois accompagnatrices (deux infirmières et un guide de l'Aliyat Hano'ar). Seul un garçon âgé de 11 ans, Yitzhak Allal, est retrouvé après deux jours d'intenses recherches impliquant des civils, la garde civile, la Croix-Rouge, la police et l'armée. L'absence de liste de passagers a compliqué l'identification des victimes.

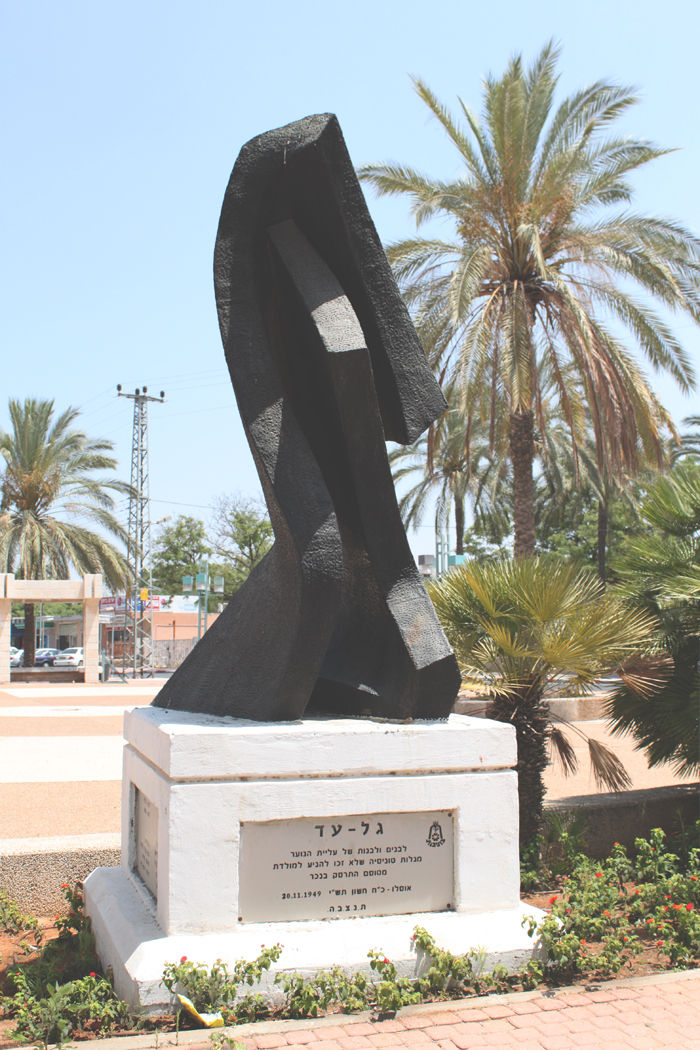
Mémorial de Netivot aux victimes de l'accident.

Les dépouilles des enfants sont rapatriées en Tunisie le 30 novembre, où des dizaines de milliers de personnes — dont des représentants gouvernementaux français et tunisien — assistent aux obsèques organisées le 1er décembre à Nabeul, Sousse, Moknine et Tunis. Après quoi les parents, environ 80 personnes, émigrent à leur tour et s'installent sous des tentes, dans un champ près de l'actuel moshav de Yanuv (en) ; ils sont rejoints par Allal après un séjour à l'hôpital.
L'accident est alors le second plus meurtrier dans l'histoire du transport aérien en Norvège, uniquement dépassé par celui de Kvitbjørn (en) qui a fait 35 morts en 1947.

## Souvenir
L'événement suscite la sympathie du public, poussant le dirigeant du Parti travailliste norvégien, Haakon Lie (en), à lancer une souscription pour aider les émigrés : cinquante maisons en bois leur sont offertes, constituant ainsi le noyau de l'actuel moshav.
Quatre mémoriaux sont érigés en souvenir des victimes : le premier, qui se trouve sur le site du crash, est symboliquement clos et décoré d'étoiles de David ; il est accompagné de parties de l'épave. Le second se trouve à Yanuv, dans le jardin de la maison de la famille de Allal, le troisième à Netivot, et le dernier au cimetière du Borgel à Tunis.
Le 20 novembre 2019, une plaque commémorative est dévoilée à l'extérieur de la synagogue Ohavei Tsion, à Jérusalem, à l'occasion du 70e anniversaire de l'événement.